# 견내량항
견내량항은 경상남도 거제시 사등면 덕호리, 거제도 섬에 있는 어항이다. 2003년 2월 3일 어촌정주어항으로 지정하여 관리하고 있다. 시설관리자는 거제시장이다.

## 어항 연혁
- 견내량 마을은 고려 의종 24년 정중부의 경인란으로 왕이 거제도로 추방되어 오면서 건넜다고 하여 전하도라 불렀으며, 임진왜란때 이순신 장군이 왜선 30여척을 격파한 후 나룻터가 생겼고, 1971년 거제대교가 개통되어 육로가 생기게 되었다.

## 어항 구역
- 수역: 미지정(거제시 사등면 덕호리 55-12번지 수역)
- 육역: 미지정

## 어항 시설
- 물양장, 선착장

## 주요 어종
- 굴, 장어, 감성돔, 노래미, 미더덕